# Andromaca prigioniera
Andromaca prigioniera (in latino Andromacha aechmalotis) è una tragedia cothurnata dello scrittore romano Quinto Ennio di cui restano solo frammenti. Traeva ispirazione dalle vicende di Andromaca narrate nel ciclo troiano.

## Trama
Le citazioni sono date sotto due titoli, ma provengono dalla stessa tragedia.
Una cosa certa della trama di questo dramma è che, sebbene la sua origine fosse euripidea, non derivava in toto dall'Andromaca poiché l'azione era presentata come avvenuta durante la presa di Troia. 
Parte del materiale di Ennio, in effetti, è preso dall'Ecuba e dalle Troiane del drammaturgo greco, probabilmente con un procedimento di contaminatio tra diversi drammi. 